# Isabel Smedberg-Palmqvist
Isabel Cecilia Elisabeth Smedberg-Palmqvist, född 30 juli 1966 i Södertälje, är en svensk politiker (liberal). Hon är vice ordförande för kulturnämnden i Stockholms stad, hon var tidigare skolborgarråd under 2020 - 2022. Som skolborgarråd hade Smedberg-Palmqvist ansvar för Stockholms stads förskoleklass, grundskola, fritidshem, grundsärskola, gymnasieskola och gymnasiesärskola.
Isabel Smedberg-Palmqvist är uppvuxen i Södertälje kommun, boende i Stockholm sedan 1992. Hon har en juristexamen från Stockholms universitet. Hon har tidigare arbetat bland annat som biträdande partisekreterare för Liberalernas riksorganisation.
Den 1 december 2023 började hon arbeta som organisationskonsult på INDEA i Stockholm.[källa behövs]

## Politiska uppdrag
Tidigare uppdrag
- Ordförande i utbildningsnämnden
- Skolborgarråd i borgarrådsberedningen
- Ledamot i Bromma stadsdelsnämnd
- Liberalernas gruppledare i socialnämnden
- Liberalernas gruppledare i exploateringsnämnden
- Biträdande partisekreterare för Liberalerna

Nuvarande uppdrag
- Vice ordförande i kulturnämnden
- Vice gruppledare för Liberalerna i Stockholms stad
- Vice ordförande i Liberalerna Stockholms förbundsstyrelse
- Ledamot i kommunfullmäktige